# روک‌ور
روک‌وِر (فرانسوی: Roquevaire‎؛ ‏ تلفظ فرانسوی: [ʁɔk(ə)vɛʁ]؛ ‏ اکسیتان: Ròcavaira)  یک کمون در ناحیهٔ پروانس-آلپ-کوت دازور در جنوب فرانسه است که در دپارتمان‌ بوش-دو-رون واقع شده‌است. روک‌وِر ۲۳٫۸۳ کیلومتر مربع مساحت دارد ۱۶۰ متر بالاتر از سطح دریا واقع شده‌است.
بزرگترین ارگ کلیسایی فرانسه در این شهر واقع است که از جاذبه‌های گردشگری آن محسوب می‌شود.